# Waldemar Björkstén
Waldemar Björkstén   (Víborg, 12 d'agost de 1873 - Víborg, 31 de maig de 1933) va ser un regatista finlandès que va competir a començaments del segle xx.
El 1912 va prendre part en els Jocs Olímpics d'Estocolm, on va guanyar la medalla de plata en la categoria de 10 metres del programa de vela. Björkstén navegà a bord del Nina junt a Jacob Björnström, Bror Brenner, Allan Franck, Erik Lindh, Adolf Pekkalainen i Harry Wahl.